# ブリンギング・イット・オール・バック・ホーム
『ブリンギング・イット・オール・バック・ホーム』（英: Bringing It All Back Home）は、ボブ・ディランが1965年に発表した5作目のスタジオ・アルバム。
ビルボード・トップ LP's チャートで最高6位を記録し、ディランのアルバムで初めてトップ10入りした。その年の春には全英アルバム・チャートで1位を記録した。RIAAによりプラチナ・ディスクに認定されている。
2006年、グラミーの殿堂入りを果たした。
『ローリング・ストーン』誌が選んだ「オールタイム・グレイテスト・アルバム500」（2012年版）において31位にランクインした。

## 解説
ディランが初めてエレクトリック・バンドをバックにつけるようになったアルバムで、しばしば最初の「フォーク・ロック」アルバムと見なされる。これについては諸説があり、前年に発表されたアニマルズの「朝日のあたる家」を最初のフォーク・ロックとする説もある。アンソニー・スカデュトの『ボブ・ディラン』（小林宏明訳・二見書房）によると、ディランもこれに刺激を受けたと言う発言をしている。但し、伝承曲のカバーでなく完全なオリジナルのフォーク・ロックを創造したという点ではディランが最初である。
A面はエレクトリック・バンド、B面はアコースティックを主体とした曲で構成されている。シングル・カットされた「サブタレニアン・ホームシック・ブルース」は、ディラン自身のシングルで初めてチャート入りし、39位を記録した。同曲の「You don't need a weather man to know which way the wind blows（風向きを知るのに予報官は要らない）」や、「シー・ビロングズ・トゥ・ミー」の「Don't look back」という一節は若い世代のスローガンとなり、後者は1967年に制作されたドキュメンタリー映画『ドント・ルック・バック』のタイトルとなった。
「ミスター・タンブリン・マン」は、バーズによってシングルとしてリリースされ、ディランの曲として初めてビルボード・チャートで1位を記録した（ピーター、ポール＆マリーの「風に吹かれて」は最高2位）。
「イッツ・オールライト・マ」は1974年のツアー（『偉大なる復活』収録）で歌われたとき、ちょうどウォーターゲート事件が問題になっていたため、「But even the president of the United States sometimes must have to stand naked（アメリカ大統領でさえ、時には裸で立たなくてはならない）」という一節が喝采を浴びた。また、「マギーズ・ファーム」は1980年にイギリスのブルース・バンドがカバーしたとき、当時のマーガレット・サッチャー首相（愛称マギー）の政策に不満を持つ人々の間で、彼女に対する批判として歌われた。
「イッツ・オール・オーバー・ナウ、ベイビー・ブルー」は1965年のニューポート・フォーク・フェスティバルで、古いフォーク・ファンから非難を浴びて退場したディランが、アコースティック・ギター一本で再登場し、涙を流しながら過去との決別をこめて歌ったという逸話で知られる。
ダニエル・クレイマーによって撮影されたアルバム・ジャケットは、ディランのマネージャー、アルバート・グロスマンの妻サリー・グロスマンがディランの後ろに座り、ロバート・ジョンソンや エリック・フォン・シュミットのLPを含む色々な物が散在している。（一部の記事に、ディランの背後の女性を、彼の妻となるサラ・ラウンズだとするものが あるが、誤りである）本作は収録曲のリストが表ジャケットに表記されなかった初めてのコロンビアのLPであり、それは当時の業界の慣習から逸脱した物で あった。

## 収録曲
全曲、作詞・作曲: ボブ・ディラン

### Side 1
1. サブタレニアン・ホームシック・ブルース - Subterranean Homesick Blues - 2:21
2. シー・ビロングズ・トゥ・ミー - She Belongs to Me - 2:47
3. マギーズ・ファーム - Maggie's Farm - 3:54
4. ラヴ・マイナス・ゼロ/ノー・リミット - Love Minus Zero/No Limit - 2:51
5. アウトロー・ブルース - Outlaw Blues - 3:05
6. オン・ザ・ロード・アゲイン - On the Road Again - 2:35
7. ボブ・ディランの115番目の夢 - Bob Dylan's 115th Dream - 6:30

### Side 2
1. ミスター・タンブリン・マン - Mr. Tambourine Man - 5:30
2. エデンの門 - Gates of Eden - 5:40
3. イッツ・オールライト・マ - It's Alright, Ma (I'm Only Bleeding) - 7:29
4. イッツ・オール・オーバー・ナウ、ベイビー・ブルー - It's All Over Now, Baby Blue - 4:12

## パーソネル
- ボブ・ディラン - ボーカル、ギター、キーボード、ハーモニカ
- ジョン・Ｐ・ハモンド（John P. Hammond） – ギター
- ジョン・セバスチャン（John Sebastian） – ベース
- ケニー・ランキン（Kenny Rankin） – ギター
- ボビー・グレッグ（Bobby Gregg） – ドラムス
- ジョン・ブーン（John Boone） – ベース
- アル・ゴルゴニ（Al Gorgoni） – ギター
- ポール・グリフィン（Paul Griffin） – ピアノ、キーボード
- ブルース・ラングホーン（Bruce Langhorne） – ギター
- ビル・リー – ベース
- ジョセフ・マチョ・Jr.（Joseph Macho Jr.） – ベース
- フランク・オーエンズ（Frank Owens） – ピアノ
- トム・ウィルソン（Tom Wilson） - プロデューサー
- ダニエル・クレイマー - ジャケット写真

## アウトテイク
『バイオグラフ』（1985年）に「アイル・キープ・イット・ウィズ・マイン」が収録、『ブートレッグ・シリーズ第1〜3集』（1991年）に、「フェアウェル・アンジェリーナ」、「イフ・ユー・ガッタ・ゴナ・ゴー・ゴー・ナウ」、「サブタレニアン・ホームシック・ブルース（アコースティック・バージョン）」が収録、『ノー・ディレクション・ホーム：ザ・サウンドトラック（ブートレッグ・シリーズ第7集）』（2005年）に「イッツ・オール・オーヴァー・ナウ・ベイビー・ブルー」、「シー・ビロングズ・トゥ・ミー」のオルタネイト・テイクが収録されている。
「イフ・ユー・ガッタ・ゴー、ゴー・ナウ（If You Gotta Go, Go Now）」（Alternate）は1965年に"Columbia Miami Convention Message promo, May 65, recorded in UK:"というプロモシングルに一部分抜粋収録された後、1967年ベネルクス三国で地元バンド(Il Etait Une Fois)のバックコーラスをオーバーダビングしたバージョンがリリースされた。

## 反響・評価
アーウィン・シルバーはフォーク雑誌『シング・アウト！』誌で、このアルバムに非難を浴びせた。しかしディランは新しいファン層を獲得し、アルバムは『ビルボード』誌「トップ LP's」チャートで最高6位を記録して、ディランのアルバムで初めてトップ10入りした。その年の春には全英アルバム・チャートで1位を記録した。アメリカ・レコード協会 RIAA により、1967年8月25日にゴールド・ディスク、2001年12月20日にプラチナ・ディスクに認定されている。
雑誌『ローリング・ストーン』誌が2003年に選んだ「オールタイム・ベストアルバム500」では31位にランクされている。。2006年、グラミーの殿堂入りを果たしている。

## チャート
| 年     | チャート                      | 最高順位 |
| ------ | ----------------------------- | -------- |
| 1965年 | ビルボード・トップ LP's 150   | 6        |
| 1965年 | 全英アルバム・チャート Top 75 | 1        |

## リリース
アメリカ
| 日付                        | レーベル | フォーマット | カタログ番号 | 付記     |
| --------------------------- | -------- | ------------ | ------------ | -------- |
| 1965年3月22日 1965年3月27日 | Columbia | LP           | CL 2328      | モノラル |
| 1965年3月22日 1965年3月27日 | Columbia | LP           | CS 9128      | ステレオ |
|                             | Columbia | CD           | CK           |          |

日本
2004年、再発CDがオリコン・チャートで最高183位を記録した。
| 日付           | レーベル  | フォーマット | カタログ番号 | 付記                       |
| -------------- | --------- | ------------ | ------------ | -------------------------- |
| 1968年         | CBSソニー | LP           | SONP-50326   |                            |
| 1974年         | CBSソニー | LP           | SOPL-224     |                            |
| 1976年         | CBSソニー | LP           | 25AP 272     |                            |
| 1987年8月26日  | CBSソニー | CD           | 28DP 1028    | CBS CD ROCK 100            |
| 1990年6月1日   | ソニー    | CD           | CSCS 6011    | NICE PRICE LINE            |
| 1997年2月1日   | ソニー    | CD           | SRCS 9243    | SUPER NICE PRICE 1600      |
| 2003年10月22日 | ソニー    | SACD HYBRID  | MHCP-10003   |                            |
| 2004年8月18日  | ソニー    | CD           | MHCP-371     | 紙ジャケ、完全生産限定盤   |
| 2005年8月24日  | ソニー    | CD           | MHCP-805     | 2003年デジタル・リマスター |
| 2009年8月26日  | ソニー    | Blu-spec CD  | SICP-20217   |                            |